# Grödel (Nünchritz)
Grödel ist ein rechtsseitig der Elbe gelegener Ortsteil der sächsischen Gemeinde Nünchritz im Landkreis Meißen. Der Ort wurde 1324 als Gredil erstmals erwähnt.

## Geographie und Verkehrsanbindung
Der Ort liegt direkt an der Elbe zwischen den Orten Nünchritz und Moritz, von dem es etwa 1 km entfernt liegt. Gegenüber von Grödel auf der anderen Elbseite liegt der Ort Leutewitz. Die Stadt Riesa liegt etwa vier Kilometer westlich von Grödel. Am Ortsende elbabwärts mündet der Elsterwerda-Grödel-Floßkanal in die Elbe. Der Elbradweg verläuft durch den Ort. Zu Grödel gehört der Vogelberg, eine kleine Siedlung die an Moritz grenzt. Der Ort wurde auf einer Hochwasserinsel angelegt und liegt in einem ehemaligen Schwemmkegel der Elbe. Grödel wird 1900 als Gutssiedlung mit Häuslerzeilen und Gutsblockflur beschrieben. Die Gemarkung umfasste 145 Hektar.
Die Bundesstraße 98 und die Bahnstrecke Leipzig–Dresden führt durch die benachbarten Orte Nünchritz und Glaubitz. Durch Grödel selbst führt eine Buslinie zwischen Riesa, Nünchritz und Großenhain.

## Geschichte
| Jahr        | Einwohner |
| ----------- | --------- |
| 1834        | 227       |
| 1871        | 298       |
| 1890        | 258       |
| 1910        | 253       |
| 1925        | 304       |
| 1933        | 335       |
| 1939        | 317       |
| 1946        | 411       |
| 1950        | 367       |
| 1964        | 358       |
| → Nünchritz |           |

Der Ortsname Grödel leitet sich vom sorbischen Wort Gredel (Pflugbaum, Balken, Welle, Walze, Deichsel) ab, einem Begriff aus der Holzverarbeitung.
Der Ortsname war mehrmals Änderungen unterzogen, so wurde Grödel im Jahr 1324 Gredil genannt, 1425 Crodil und 1529 zum Gredel bzw. zum Grödell im Jahr 1540. Eine andere Namensvariante entstammt dem Jahr 1558, für das Grödel als Ortsname überliefert ist.
1324 wurde für Grödel erstmals ein Herrensitz und 1551 ein Rittergut erwähnt. Der erste bekannte Namensträger ist 1324 Apecz der genant ist Gredil, 1425 sind die Besitzer Nigkil und Mattis Crodil. Ab 1464 sind die von Schleinitz Besitzer auf Grödel. Die Herrschaft der von Schleinitz endet 1715, als der Rittergutsbesitzer seiner Schwester Eva von Benckendorf das Gut überträgt.
Im Jahr 1540 gehört Grödel im Stand eines Vorwerks kirchlich nach Glaubitz. 1555 gehört es nach Zeithain, obwohl es dem Pfarrer zu Glaubitz „7 broth und 7 par Eier“ gibt. Eine Schule wird erwähnt. Im Jahr 1575 kaufte Haubold von Schleinitz auf Grödel von Martin von Miltitz auf Riesa die Gerichtsbarkeit über Zeithain sowie das Patronat über die Kirche und das Kollaturrecht über Pfarre und Schule für 100 Gulden. Ab 1930 ist der Ort erneut nach Glaubitz gepfarrt. Im Jahr 1579 ist das Rittergut schriftsässig.
Haubold von Schleinitz erbaute 1587 das Rittergut neu. Zum Besitz gehören die Orte Nünchritz, Zeithain, Röderau und Moritz. Um 1609 stellt von Schleinitz zur Verteidigung 49 Mann – 9 mit Federspießen und Seitenwehren, 23 mit Hellebarden und Seitenwehren, 17 mit Knebelspießen. Im Jahr 1664 liegen Rittergut und die 6 Drescherhäuser brach. 1715 hat der Schiffmüller eine Kahnüberfahrt, ebenso der Häusler Martin Hänsel.
1721 hat das Rittergut eine Schiffsmühle auf der Elbe mit einem Mahlgang. Diese Mühle scheint sehr einträglich gewesen zu sein, denn 1759 borgt Müller Haacke dem Richter zu Görzig Geld, um eine preußische Kriegsforderung an 7 Gemeinden sofort zu decken.
Während des Lustlagers von Zeithain 1730 wohnt der Markgraf von Ansbach in Grödel, das aus dem Rittergut und 6 Häusern besteht. 1740 bis 1744 wird der Floßkanal gebaut, der mit 22 km längste Kanal Sachsens. 1748 werden die ersten Kähne auf dem Kanal getreidelt. Nach 1741 ersteht Graf von Wolfersdorf das Rittergut Grödel. Er versteht Gewinn aus seinem Besitz zu ziehen. 1819 besitzen die Gebrüder Wolfersdorf das Rittergut gemeinschaftlich.

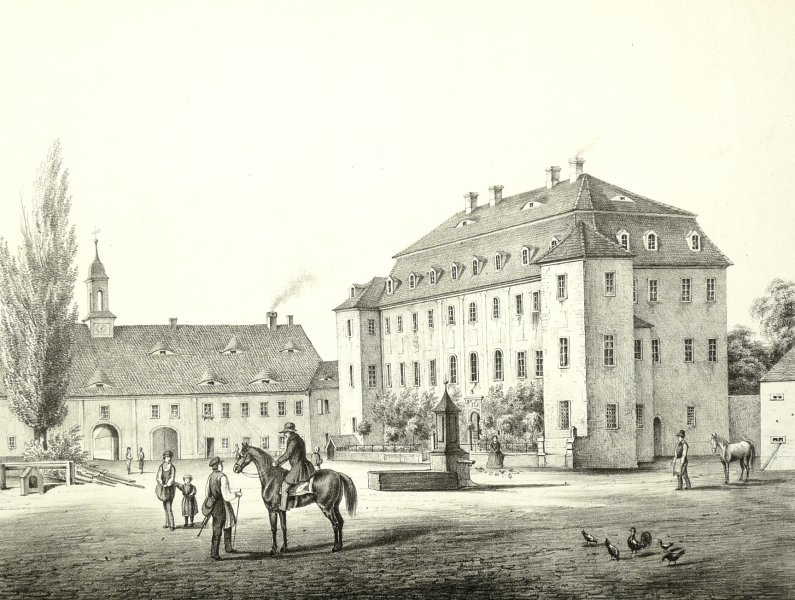
Schloss Grödel 1856

1750 darf das Rittergut ein Malz, Darr- und Brauhaus bauen, Bier brauen und verschenken, verschroten und sonst vertreiben. Ab 1752 hat Grödel auch das Bierverlegungsrecht beim Floßhause. 1752 erhält das Rittergut die Gerichte über sämtliche vom Gut zum Kanal, Bassin und Zubehör liegenden Grundstücke, den Holzverwalter ausgeschlossen. 1776 Grundbesitzer in Grödel sind zu Diensten bei der Elbdammreparatur verpflichtet. Die Lage des Ortes hatte einige Vorteile. 1801 zahlen Geschirre und Personen des Rittergutes auf der Fähre zu Riesa kein Fährgeld, weil die Fähre auf Grund des Rittergutes anfahren muss. 1824 wird Grödel als altschriftsässiges Rittergut mit Häuslergemeinde beschrieben. Der Königliche Holzhof an der Elbe und am Kanal hat eine Holzverwalterwohnung, Stall, Kohlen- und andere Schuppen. Zum herrschaftlichen Wohnhaus des Rittergutes gehören 1 Wirtschaftsgebäude, 1 Schäferwohnung, 1 Pferde- und Ochsenstall, 1 Kuhstall 1 Scheunengebäude ein Brauhaus und Pichschuppen und 6 Drescherhäuser. Alle 21 Häusler stehen mit ihrem Hab und Gut auf herrschaftlichem Grund. Eine Schmiede gehört dazu. In Grödel arbeiten 2 Mühlen, eine holländische Windmühle und eine Schiffsmühle, beide mit zwei Mahlwerken und dem gleichen Besitzer gehörend.
Ab 1826 erhält Johann Chr. Große die Konzession zum Branntweinbrennen, auch Bier und Branntwein darf er auszuschenken. 1828 wird ihm die Genehmigung zum Gastieren und Beherbergen, Schlachten und Ausschenken selbsterbauten Weines erteilt. 1835 steht in Grödel das Schloss des Rittergutes, Kalk- und Ziegelöfen, die 2 Schiffsmühlen, eine Windmühle, eine Runkelzuckerfabrik und der Floßholzhof. Etwas abgelegen vom Ort stehen drei Häuser, die ihren Namen nach einer Krähenhütte tragen – Vogelberg. Beide Gerichte werden durch das Rittergut ausgeübt. Die grödeler Schüler gehen nach Langenberg in die Schule. 1838 wird in Langenberg ein Schulgebäude für die Vereinigte Grödel-Langenberger Schulgemeinde errichtet, das mehrmals wegen der gewachsenen Schülerzahl vergrößert werden musste. F.G. Roßberg und seinen Nachkommen gehört das Rittergut bis 1899. Danach erwirbt es die Familie Harz und bewirtschaftet es bis 1945. 1898 ist der Ort Grödel mit seinem Rittergut überschaubar. Ein Schmiedemeister, ein Mühlenbesitzer, ein Schuhmachermeister, ein Zementplattenfabrikant und Restaurateur, die Bediensteten des Rittergutes sowie einige Fabrikarbeiter nebst ihren Familien bilden die Einwohnerschaft. Im Jahr 1925 waren fast alle Einwohner Grödels evangelisch-lutherisch, vier Personen waren evangelisch-reformiert und nur ein Einwohner katholisch.
1928 hat sich das Bild der 298 Bewohner Grödels gewandelt. Arbeiter und Landarbeiter stellen das Gros. Die Handwerker und Händler sind in der Minderzahl. 1937 ist die Einwohnerzahl auf 335 angewachsen. Die Breite der Berufe und Verdienstmöglichkeiten hat sich noch weiter gestreut und zeigt, dass die frühere Abhängigkeit von Rittergut nicht mehr vorhanden ist. Die Freiwillige Feuerwehr Grödel wird 1941 gegründet. Sachsen kam nach dem Zweiten Weltkrieg in die Sowjetische Besatzungszone und später zur DDR. 1945 unterliegt das Rittergut Grödel der Bodenreform und wird enteignet. Das Land wurde an Neubauern und Landarme verteilt. Um 1948 wurde das Herrenhaus des Rittergutes gesprengt. Es hatte zunächst noch den Kindergarten beherbergt. Nach der Gebietsreform 1952 wurde Grödel dem Kreis Riesa im Bezirk Dresden zugeordnet. 1954 gründete sich die erste, vier Jahre später die zweite LPG. Grödel gehörte zu den ersten Dörfern im Kreis Riesa, die vollgenossenschaftlich waren.
1970 erfolgt die Bebauung der Elbstraße auch auf der zweiten Straßenseite, die bereits in den 1930er Jahren begann und die sich mit dem Bau von weiteren Eigenheimen fortsetzt. Die Bebauung findet ihren Höhepunkt in der Erschließung des „Grünen Winkels“ ab 1998. 1973 erfolgte die Eingemeindung nach Nünchritz. Nach der Eingemeindung gingen die Grödeler Kinder nach Nünchritz in die Schule. In den 1980er Jahren wächst mit der Verlegung des Abwasserkanals in Eigenregie der Grödeler der Zusammenhalt von Einheimischen und Zugezogenen. Die Gründung der Antennengemeinschaft verstärkt diese Entwicklung. Nach der Deutschen Wiedervereinigung kam Grödel zum wiedergegründeten Freistaat Sachsen. Die folgenden Gebietsreformen in Sachsen ordneten Grödel 1994 dem Landkreis Riesa-Großenhain und 2008 dem Landkreis Meißen zu. 1998 wurde das Dorfgemeinschaftshaus Grödel eingeweiht.
2002 hinterließ das Augusthochwasser an den meisten Grundstücken massive Schäden. Aufgrund eines Dammbruches wurde Grödel vom Wasser umschlossen. Dank umfangreicher Unterstützung hatten die Grödeler ihren Ort wieder zu einem Schmuckstück gemacht. Vom Hochwasser unberührt blieb das Gelände des Rittergutes. Infolge des Hochwassers wurde das Wasserbauwerk am Kanal ertüchtigt. Im Juni 2013 wurde Grödel erneut vom Hochwasser umschlossen. Wieder gab es Schäden an den Gebäuden, die nach und nach beseitigt werden.

## Bauwerke

### Holländerwindmühle

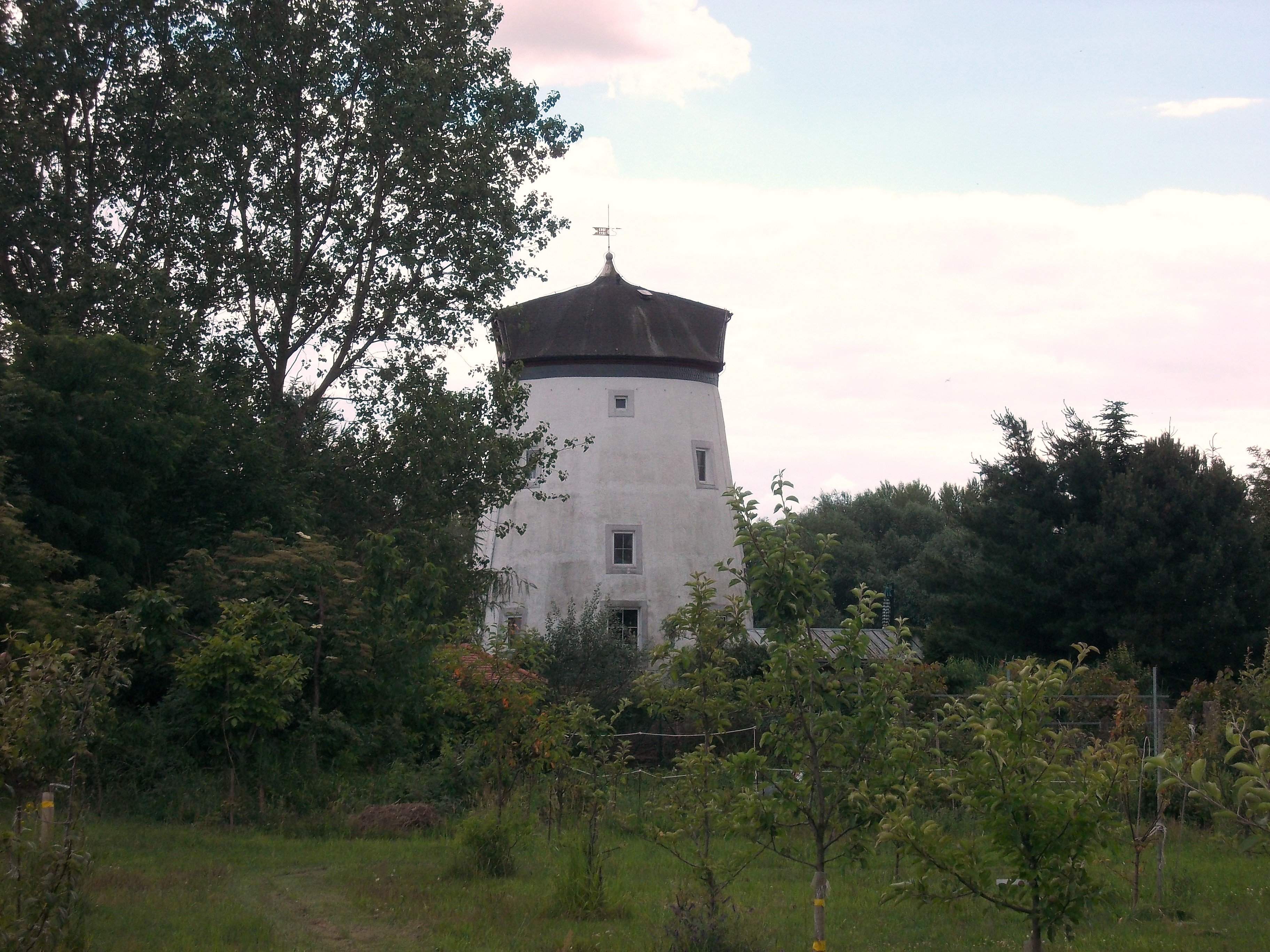
Ehemalige Windmühle

Die Windmühle wurde 1803 am Ortseingang direkt an der Elbe errichtet. Bis 1936 war die Mühle in Betrieb, wurde aber in ihren letzten Jahren schon von Elektroenergie angetrieben. Jahrzehntelang stand die Mühle leer und fristete ein trauriges Dasein. 1977 bis 1980 wurde die Windmühle zu Wohnzwecken umgebaut und konnte so erhalten werden.